# Богота (Нью-Джерсі)
Богота (англ. Bogota) — місто (англ. borough) в США, в окрузі Берген штату Нью-Джерсі. Населення — 8778 осіб (2020).

## Географія
Богота розташована за координатами 40°52′27″ пн. ш. 74°1′47″ зх. д. / 40.87417° пн. ш. 74.02972° зх. д. (40.874287, -74.029735).  За даними Бюро перепису населення США в 2010 році місто мало площу 2,11 км², з яких 1,98 км² — суходіл та 0,12 км² — водойми.

## Демографія
Згідно з переписом 2010 року, у селищі мешкало 8187 осіб у 2773 домогосподарствах у складі 2080 родин. Було 2888 помешкань
Расовий склад населення:
| - 61,0 % — білих - 9,8 % — азіатів - 9,4 % — чорних або афроамериканців - 0,8 % — корінних американців - 0,1 % — вихідців з тихоокеанських островів - 14,8 % — осіб інших рас |

До двох чи більше рас належало 4,1 %. Частка іспаномовних становила 38,7 % від усіх жителів.
За віковим діапазоном населення розподілялося таким чином: 23,7 % — особи молодші 18 років, 64,6 % — особи у віці 18—64 років, 11,7 % — особи у віці 65 років та старші. Медіана віку мешканця становила 38,6 року. На 100 осіб жіночої статі у селищі припадало 91,8 чоловіків;  на 100 жінок у віці від 18 років та старших — 86,9 чоловіків також старших 18 років.
Середній дохід на одне домашнє господарство  становив 85 668 доларів США (медіана — 76 649), а середній дохід на одну сім'ю — 97 229 доларів (медіана — 81 738). Медіана доходів становила 54 348 доларів для чоловіків та 50 356 доларів для жінок. За межею бідності перебувало 11,2 % осіб, у тому числі 18,9 % дітей у віці до 18 років та 10,6 % осіб у віці 65 років та старших.
Цивільне працевлаштоване населення становило 4144 особи. Основні галузі зайнятості: освіта, охорона здоров'я та соціальна допомога — 18,2 %, науковці, спеціалісти, менеджери — 15,1 %, мистецтво, розваги та відпочинок — 13,5 %.